# 小行星19808
小行星19808（19808 Elainemccall）是一颗绕太阳运转的小行星，为主小行星带小行星。该小行星于2000年9月24日发现。

## 轨道参数
小行星19808的轨道半长轴为2.7214999 UA，离心率为0.057。